# 정맥 주사
정맥 주사(靜脈注射, 영어: intravenous injection)는 약액을 직접 정맥 속으로 주입하는 주사법으로 약액이 다량이거나 피부밑 주사(피하주사), 근육 주사에 부적당한 경우에 실시한다. 정확하고 빠른 효과를 기대할 수 있으나, 따라서 배출 시간이 빠르고 작용 시간이 짧은 단점이 있다.

## 같이 보기
- 수액 (의학)
- 근육 주사
- 경구 투여